# 含能材料
含能材料是在一定条件下，自身能够发生氧化还原反应，并释放出大量能量的一类化合物或混合物。例如炸药、火药、烟火药剂等。
当今含能材料的发展趋势是钝感或低感，但能量密度高且环境友好。